# Jestřábník hladký

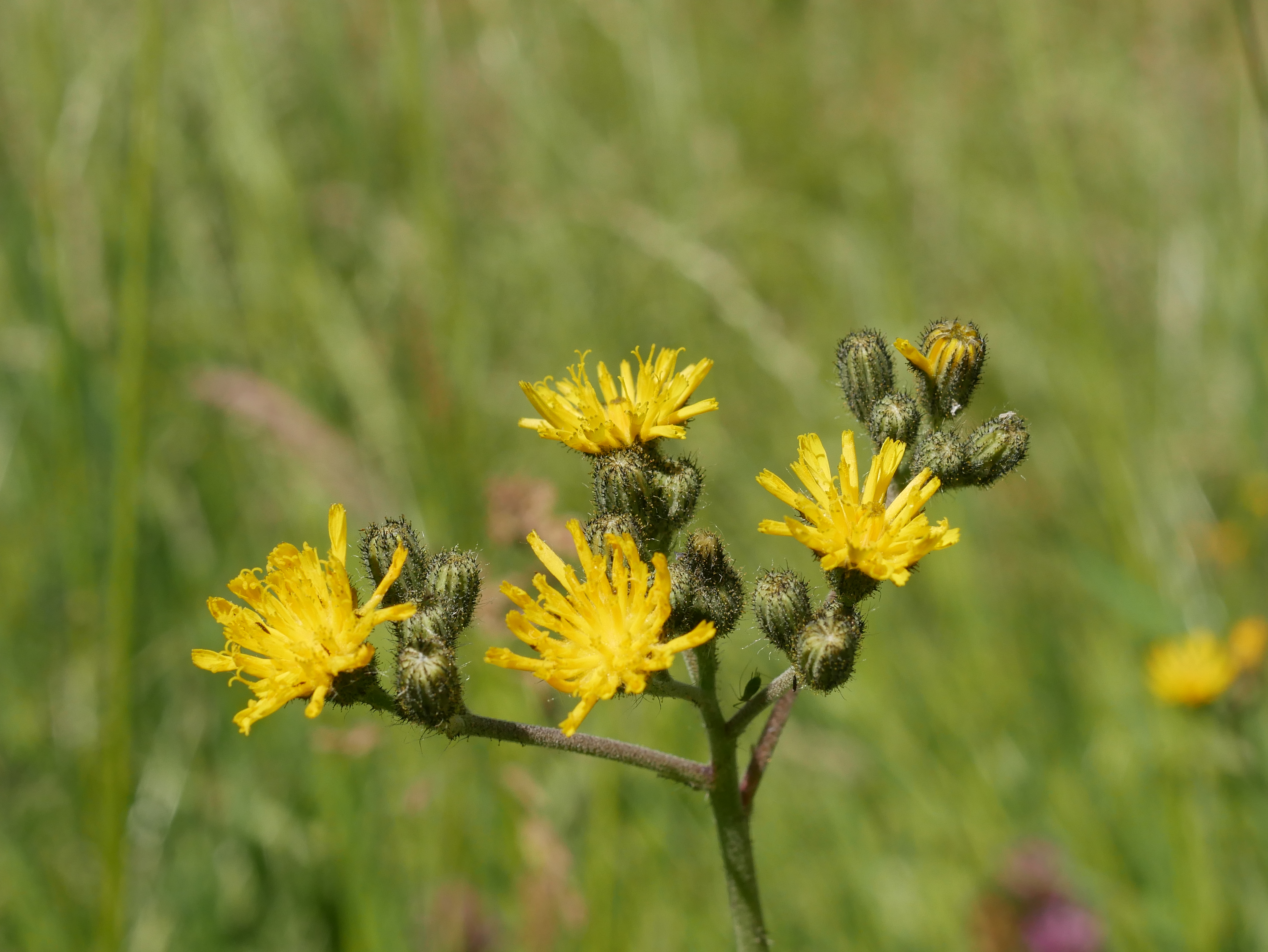
Květenství

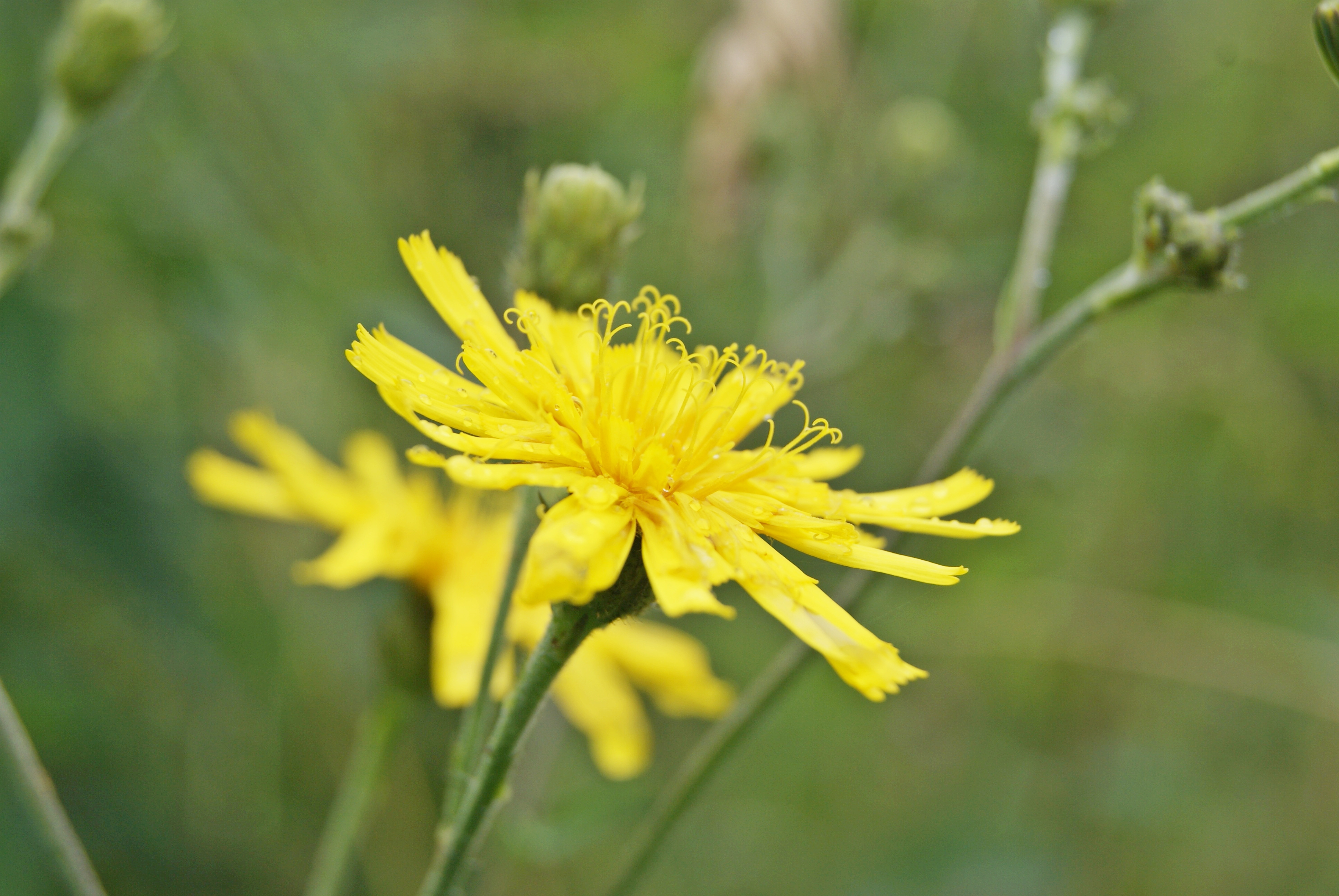
Úbor s květy

Jestřábník hladký (Hieracium laevigatum) je vytrvalá rostlina vysoká při kvetení až k 1 metru. Vykvétá v letních měsících žlutými květy sestavenými do mnoha úborů. V české přírodě je tento původní druh poměrně častou rostlinou.

## Rozšíření
Rostlina je původní téměř v celé Evropě a dále na Kavkaze i v asijské části Turecka. Nevyskytuje se pouze na západě Pyrenejského poloostrova, na Balkánském poloostrově, ve Skandinávii a na Britských ostrovech.
V České republice roste s rozdílnou frekvencí výskytu po celém území. Běžnou rostlinou je ve většině Čech, kdežto vzácnou na východě Moravy. Je známá z nejvyššího místa 1400 m n. m. ze Studniční hory v Krkonoších.

## Ekologie
Jestřábník hladký roste ve světlých doubravách, dubohabřinách, bučinách i v křovinatých lemech, na suchých krátkostébelných loukách i podél lesních cest, stejně jako na silničních či železničních náspech a v blízkosti těžby či skladování písku nebo rašeliny. Vyskytuje se na slabě kyselých, minerálně chudých půdách na podloží ze silikátových hornin. V Česku je obvyklý především v termofytiku a mezofytiku. Kvete od června do srpna.
Je velmi proměnlivý druh závisející svým vzhledem i na půdních a klimatických podmínkách. Vyskytuje se ve čtrnácti uznávaných poddruzích a mnoha dalších neschválených. V české přírodě je znám pouze jeden, nominátní poddruh Hieracium laevigatum subsp. laevigatum. Podstatou této proměnlivosti je zřejmě triploidní počet chromozomů 2n = 27 u středoevropských populací, který zapříčiňuje převážně apomiktické rozmnožování. Diploidní počet chromozomů 2n = 18 se u rostlin rostoucích ve střední Evropě nevyskytuje.

## Popis
Vyšší, vytrvalá bylina vysoká 30 až 100 cm, její lodyha je olistěná pěti až dvacíti střídavými listy s řapíky a vyrůstá často bez přízemní listové růžice nebo je tato v době kvetení již uschlá. Obvykle větvená lodyha je přímá, v dolní části někdy lysá a nachově naběhlá, jinak je zelená a chlupatá. Listy v případné růžici jsou řapíkaté, obkopinaté až eliptické s tupým vrcholem, 5 až 13 cm dlouhé a 2 až 3 cm široké a po okraji drobně zubaté. Lodyžní listy s řapíkem 1 až 2 cm dlouhým se směrem k vrcholu zmenšují, ty spodní mají čepel podlouhle eliptickou až kopinatou, bývají 8 až 18 cm dlouhé a 2 až 3 cm široké, na vrcholu jsou špičaté a po obvodě zubaté s dopředu zahnutými zuby.
Na konci lodyhy a jejích větví vyrůstají ve volných okolíkovitých vrcholících středně velké květní úbory o počtu 10 až 30. Dolní větve okolíku jsou nápadně oddálené, délka stopky středního úboru bývá 1 až 2,5 cm dlouhá, všechny stopky jsou hustě žláznatě chlupaté a porostlé drobnými listeny. Úbor je válcovitě vejčitý a okolo 1 cm vysoký. Zákrov má četné, nepravidelně střechovitě uspořádané, přitisklé listeny barvy světle až tmavě hnědozelené a porostlé chlupy. V úboru jsou oboupohlavné květy, všechny mají korunu s 2 cm dlouhou žlutou, plochou, jazykovitou ligulou, která má na vrcholu pět zoubků. V koruně je pět tyčinek s prašníky a ven vyčnívající čnělka se žlutými nebo olivovými bliznovými rameny. Kalich je přeměněn v chmýr s krátkými štětinkami. Rostliny se rozmnožují převážně apomikticky, i když je pravděpodobné občasné pohlavní rozmnožování opylujícím hmyzem přilétajícím pro nektar. Plod je tmavě hnědá, 2 až 3 mm dlouhá ochmýřená nažka.

## Možnost záměny
Jestřábník hladký bývá v české přírodě nejčastěji zaměňován za jestřábník savojský (Hieracium sabaudum) nebo jestřábník okoličnatý (Hieracium umbellatum). Jestřábník savojský se pohledově odlišuje tmavšími zákrovy a především pravidelně se kryjícími zákrovními listeny, navíc kvete později. Jestřábník okoličnatý má lodyhy a větve porostlé větším počtem úzkých listů a má zelené zákrovní listeny zahnuté směrem ven.